# Cánh quạt nâng hàng ngang

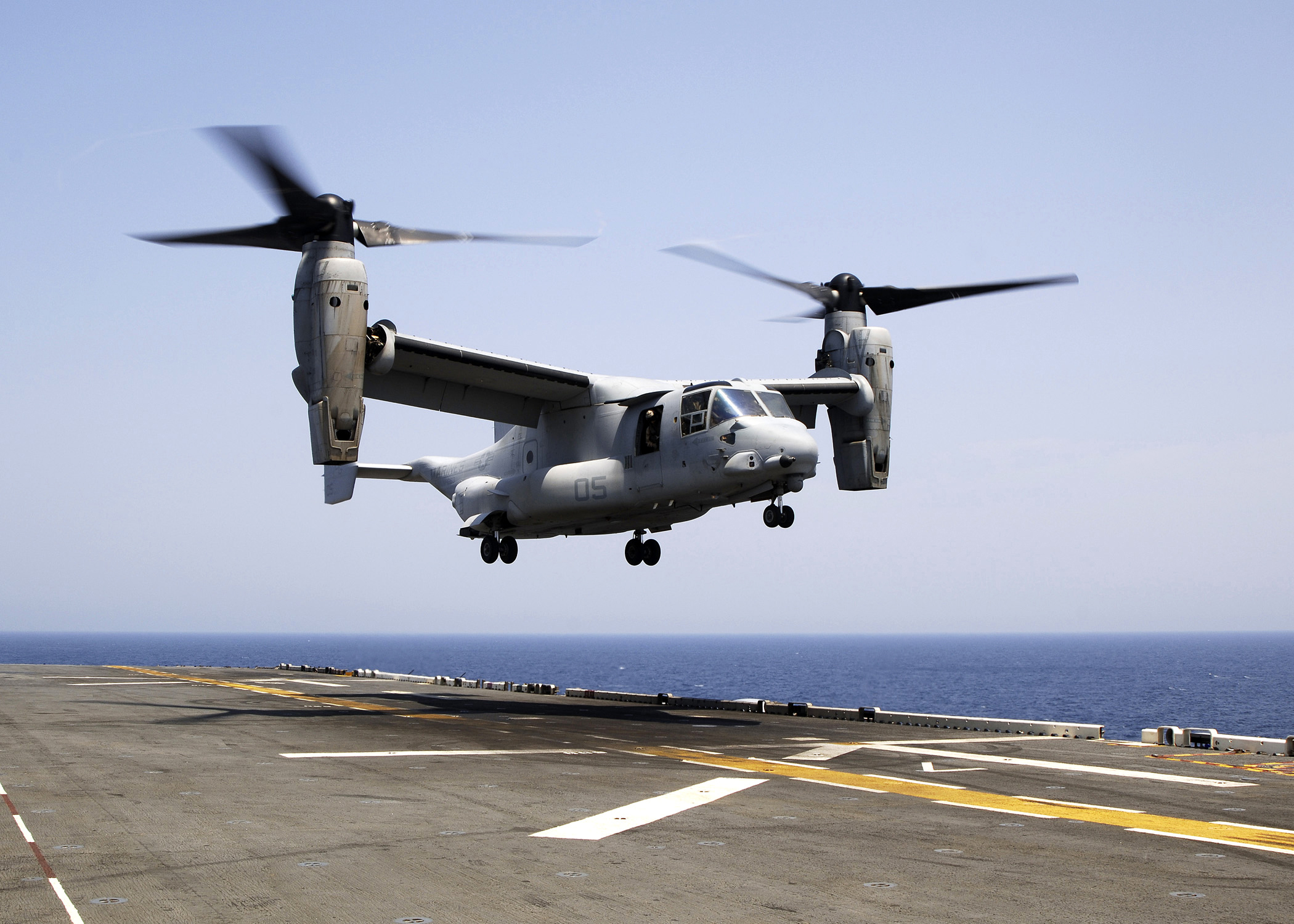
Một chiếc MV-22B Osprey đang hạ cánh trên tàu sân bay.

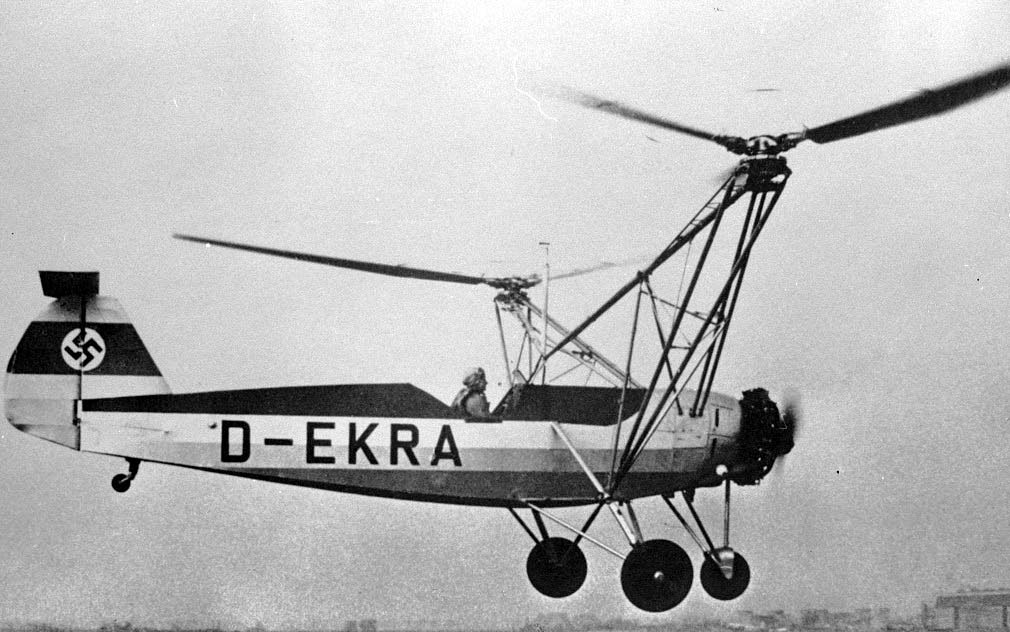
Một chiếc Hanna Reitsch trong Fw 61 V2

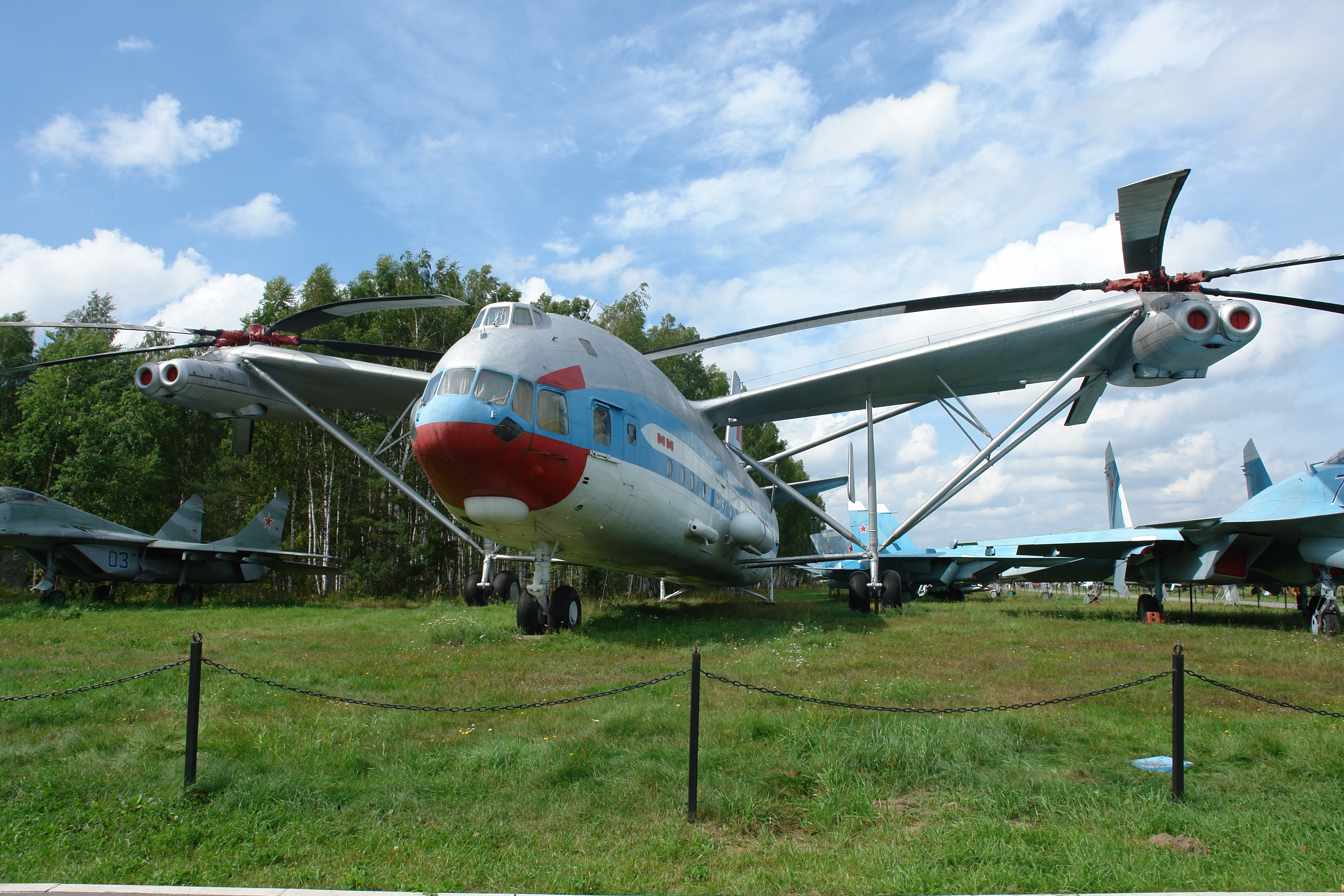
Một chiếc Mil V-12 tại Bảo tàng Không quân Trung tâm Monino ở Moskva

Cánh quạt nâng hàng ngang là một sơ đồ nguyên tắc của cánh quạt của máy bay trực thăng. Trong sơ đồ nguyên tắc này trực thăng sẽ mang hai hệ thống cánh quạt nằm trên cùng một mặt phẳng ngang, trong đó một cánh quạt nằm ở bên trái và cánh quạt còn lại nằm ở bên phải của máy bay.
Sơ đồ nguyên tắc này giúp trực thăng không cần phải sử dụng cánh quạt đuôi để triệt tiêu mô men quay ngang của thân trực thăng như trong sơ đồ Sikorsky thông thường; lý do là hai cánh quạt nâng quay ngược chiều nhau như vậy sẽ triệt tiêu mô men quay lẫn nhau. Việc không dùng cánh quạt đuôi giúp tiết kiệm được rất nhiều nhiên liệu do công của cánh quạt đuôi sinh ra chỉ để giúp triệt tiêu mô men quay chứ không giúp trực thăng trong việc di chuyển. Và do bố trí xa nhau nên các cánh quạt cũng không có cơ hội va chạm vào nhau gây hư hỏng. Sơ đồ nguyên tắc này cũng có ưu điểm là có thể sản sinh ra sức nâng lớn với các cánh quạt nhỏ, nguyên do là có đến hai cánh quạt nâng cùng làm việc.

## Danh sách một số trực thăng sử dụng cánh quạt nâng nằm ngang

### Trực thăng thông thường
- Focke-Wulf Fw 61 (1936)
- Focke-Achgelis Fa 223 (1941)
- Platt-LePage XR-1 (1941)
- Landgraf H-2 (1944)
- Bratukhin G-3 (1946)
- Bratukhin B-11 (1948)
- Kamov Ka-22 (1959)
- Mil Mi-12 (1967)

### Trực thăng có cánh quạt nâng xoay hướng
- Bell/Agusta BA609
- Bell XV-15
- Bell XV-3
- Bell Eagle Eye
- V-22 Osprey